# Prensa amarilla

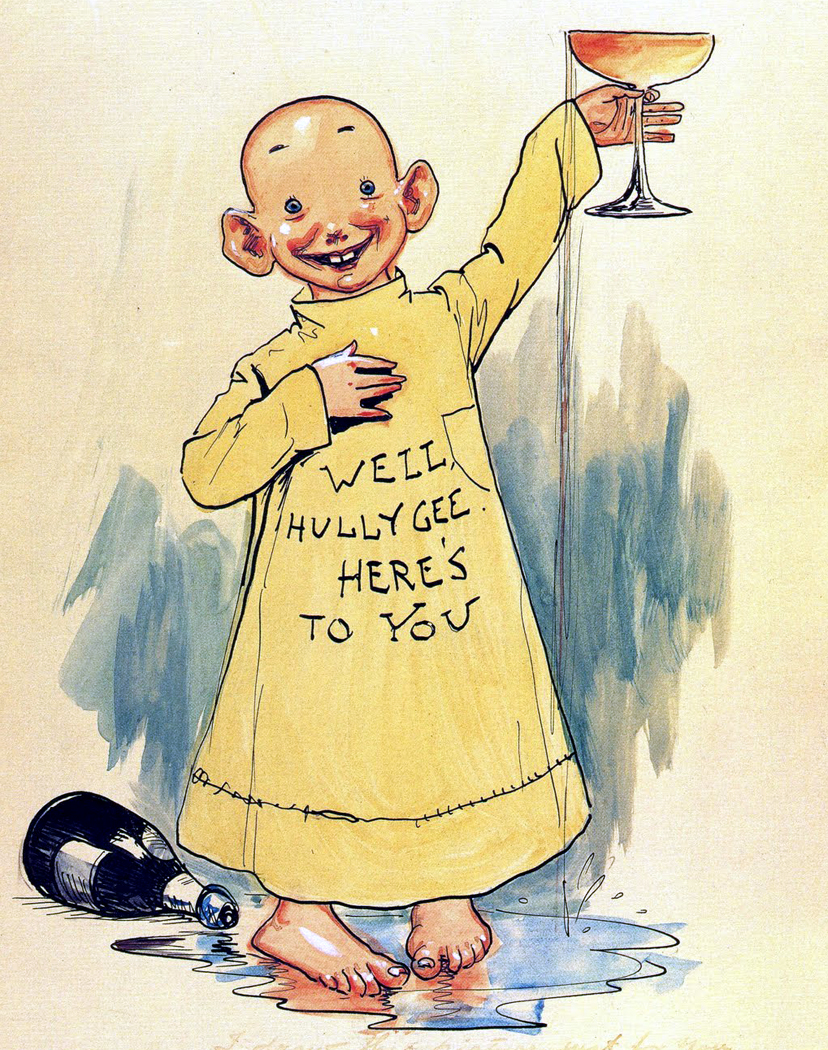
"The Yellow Kid"
(El Chico Amarillo).

Prensa amarilla o prensa amarillista es un tipo de periodismo que presenta noticias con titulares llamativos, escandalosos o exagerados para tratar de aumentar sus ventas, aunque por lo general estas noticias no cuenten con ninguna evidencia (o escasas) y sin una investigación bien definida. Este tipo de prensa sensacionalista incluye titulares de catástrofes y gran número de fotografías con información detallada acerca de accidentes, crímenes, adulterios y enredos políticos. En caso de gráfica o en televisión, se caracteriza por usar música impactante, colores extremadamente saturados, principalmente el rojo y tener su información desorganizada. Mientras que en la Internet se usan títulos e imágenes llamativas y engañosas así como tácticas deshonestas para llamar la atención de los usuarios y motivarlos a compartir el contenido en redes sociales.
El término se originó durante la «batalla periodística» entre el diario New York World, de Joseph Pulitzer, y el New York Journal, de William Randolph Hearst, de 1895 a 1898, y se puede referir específicamente a esa época. Ambos periódicos fueron acusados, por otras publicaciones más serias, de magnificar cierta clase de noticias para aumentar las ventas y de pagar a los implicados para conseguir exclusivas. El periódico New York Press acuñó el término «periodismo amarillo», a principios de 1897, para describir el trabajo tanto de Pulitzer, como de Hearst. A ello contribuyó el éxito del personaje The Yellow Kid en ambos diarios.
El diario no definió el término y en 1898 elaboró el artículo We called them Yellow because they are yellow, el título es un juego de palabras en inglés. Yellow significa tanto amarillo como cruel y cobarde.
En portugués se la denomina imprensa marrom (prensa marrón). Un ejemplo habitual de prensa amarillista pueden ser los tabloides ingleses o ejemplos concretos como Crónica en Argentina, el Diario Extra en Ecuador o Las Últimas Noticias  en Chile. En México el periódico semanal Alarma!; en este mismo país durante el gobierno de Ernesto Zedillo Ponce de León, existieron presiones por parte del gobierno para evitar el, a su juicio, «desmedido amarillismo» en los medios de comunicación electrónicos.
Hoy en día, medios digitales como Huffpost, Buzzfeed, Breitbart y similares han sido acusados repetidamente de usar tácticas propias del periodismo amarillista para mantener su popularidad y promover sus agendas políticas a costa de la calidad de su información. Asimismo medios rusos como RT y Sputnik han sido acusados de ser instrumentos de propaganda de su país de origen y han sufrido penalizaciones por parte de las autoridades reguladoras de distintos países.